# Мерная миля
Мерная миля — специально оборудованный участок акватории моря (полигон), предназначенный для определения относительных скоростей корабля (судна), мощности и расхода топлива на различных режимах работы его главной энергетической установки (ГЭУ), соответствия относительных скоростей вращения движителей (и шагу гребного винта — на кораблях с винтом изменяемого шага) и поправки лага.
Основными требованиями для мерной линии являются:
- Длина акватории — от 3 до 10 морских миль;
- Глубины акватории не должны влиять на измеряемые скорости кораблей с определённой осадкой или подводных лодок при движении на заданной глубине погружения;
- Отсутствие резких переменных течений со значительной скоростью;
- Защищённость от господствующих ветров и волнения.

Мерные линии (в зависимости от оборудования) бывают: визуальными (автономными), кабельными или радионавигационными.